# Lígia Ferro
Lígia Ferro é uma socióloga portuguesa, conhecida por suas contribuições significativas no campo da sociologia urbana, bem como pelo seu envolvimento em atividades de ensino, pesquisa e liderança associativa. Em 2021, foi eleita Presidente da Associação Europeia de Sociologia para o mandato de 2021 a 2024.

## Biografia
Em 2004, Lígia Ferro obteve sua licenciatura em Sociologia pela Faculdade de Letras da Universidade do Porto, sendo reconhecida com o prêmio Universidade do Porto - Eng.º António de Almeida para a melhor estudante a concluir a Licenciatura em Sociologia naquele ano letivo. Prosseguindo seus estudos, em 2011, ela completou seu Doutoramento Europeu pelo Iscte - Instituto Universitário de Lisboa, durante o qual teve a oportunidade de realizar períodos de trabalho como visitante em diversas instituições de renome internacional, como a Universidade Rovira i Virgili, a Universidade do Estado de Nova Iorque em Albany, a Universidade de Paris X Nanterre e o Museu Nacional da Universidade Federal do Rio de Janeiro, beneficiando de uma bolsa FCT. Em 2012, Lígia Ferro iniciou seu Pós-Doutoramento no Centro de Investigação e Estudos de Sociologia e no Instituto de Sociologia da Faculdade de Letras da Universidade do Porto. 
Destaca-se na trajetória de Lígia Ferro a concepção e apresentação do Curso de Formação Contínua “Introdução à Etnografia Urbana” ao Departamento de Sociologia em 2014, que foi aprovado e esteve em funcionamento de 2015 a 2017. No mesmo ano, ela ingressou no corpo docente do Departamento de Sociologia da FLUP, tendo sido nomeada definitivamente em 2022. 
Sua dedicação ao ensino e à pesquisa reflete-se em sua participação na Comissão Científica da Licenciatura em Sociologia da FLUP de 2019 a 2023, sendo eleita Diretora Científica do mesmo ciclo de estudos no último ano. Lígia Ferro tem se empenhado em desenvolver um trabalho colaborativo e estratégico, priorizando o envolvimento dos estudantes e o planeamento de atividades e projetos futuros.
A experiência profissional de Lígia Ferro abrange diversos papéis, incluindo orientação e supervisão de pesquisa, mentoria e engajamento em iniciativas de cidadania ativa em níveis departamentais, universitários e interuniversitários. Em 2015, ela fundou a Rede de Etnografia Urbana, um projeto interuniversitário e internacional ainda em vigor, e tornou-se membro da Rede Europeia de Observatórios na área da Educação Artística e Cultural – ENO desde a sua fundação em 2015, assumindo uma posição na direção em 2018. 
Além de suas contribuições acadêmicas, Lígia Ferro tem se envolvido ativamente em iniciativas da Reitoria da Universidade do Porto, participando do projeto Mentoria Inter-pares da UP desde 2019, um programa institucional de acolhimento e integração dos estudantes no ensino superior. 
A trajetória profissional de Lígia Ferro é marcada pelo seu compromisso com a produção de conhecimento sobre as sociedades da Península Ibérica, com especial atenção para o papel da sociologia na análise e transformação de grupos e sociedades. Ela também tem uma ampla experiência internacional, especialmente nos meios acadêmicos ibérico, luso-brasileiro e norte-americano, com fortes ligações europeias.
Lígia Ferro tem desempenhado um papel significativo na vida associativa, tendo sido membro ativo da Associação Portuguesa de Sociologia e ocupado vários cargos de liderança, incluindo sua eleição como Presidente da Associação Europeia de Sociologia para o mandato de 2021 a 2024. Ela também tem contribuído consistentemente como avaliadora externa de projetos e universidades, além de participar de diversos conselhos editoriais e atividades de revisão científica.
Lígia Ferro cultiva a Sociologia como um "desporto de combate", seguindo os princípios de Pierre Bourdieu, e dedica-se a uma abordagem científica coletiva que visa expor e combater as desigualdades sociais, buscando contribuir para sua superação.